# Scarification (germination)
Pour les articles homonymes, voir Scarification.
La scarification consiste à endommager légèrement le tégument (l’enveloppe externe de la graine) afin de laisser passer l’eau, nécessaire à la germination de la graine. 
Il faut scarifier loin du hile de la graine. 
La scarification peut se faire à l'aide d'un papier verre (frotter doucement la graine sur le papier verre jusqu'à l'apparition de la chair blanche de la graine sous le tégument), d’un cutter ou d’un coupe-ongle (entailler légèrement la graine).